# Garou (album de Garou)
 (juin 2018).
Si vous disposez d'ouvrages ou d'articles de référence ou si vous connaissez des sites web de qualité traitant du thème abordé ici, merci de compléter l'article en donnant les références utiles à sa vérifiabilité et en les liant à la section « Notes et références ».
Albums de Garou
Reviens
(2003) Piece of My Soul
(2008)
Singles
1. Je suis le même
Sortie : 31 décembre 2005 (Canada)
2. L'injustice
Sortie : 5 juin 2006 (France)
3. Plus fort que moi
Sortie : 2006
4. Que le temps
Sortie : 2006 (Canada)

Garou est le titre éponyme du troisième album studio — son quatrième en tout — du chanteur canadien-français Garou, sorti en juin 2006 sous le label Columbia Records.
Le premier single, extrait de cet album pour la France, est L'injustice. Il sort le 5 juin et est écrit et composé par son ami, Pascal Obispo.
C'est un album de pop française qui contient 12 chansons représentant les 12 heures d'une horloge[réf. nécessaire]. Il est lancé par les singles L'injustice et Je suis le même. Il reste classé 2 semaines en tête des charts français et devient rapidement certifié disque de platine avec près de 220 000 exemplaires vendus.
Parallèlement au CD, une édition Dualdisc est éditée, sur laquelle, en face DVD, sont inclus les  clips L'injustice et Je suis le même, formant un film de huit minutes environ. Y sont présentés, également, un reportage-interview et une horloge interactive permettant d'écouter l'album.

## Liste des titres
| 1.    | Le temps nous aime       | Jacques Veneruso                        | 3:27 |
| 2.    | Je suis le même          | Diane Cadieux / Tino Izzo               | 3:30 |
| 3.    | Plus fort que moi        | Frédéric Doll / David Gategno           | 3:02 |
| 4.    | L'Injustice              | Pascal Obispo                           | 5:18 |
| 5.    | Que le temps             | Sandrine Roy / Sylvain Michel           | 3:59 |
| 6.    | Même par amour           | Patrice Guirao / Pascal Obispo          | 3:25 |
| 7.    | Dis que tu me retiendras | Diane Cadieux / Tino Izzo               | 3:38 |
| 8.    | Trahison                 | Luc Plamondon / Aldo Nova, Johan Bobäck | 3:58 |
| 9.    | Milliers de pixels       | Diane Cadieux / Tino Izzo               | 3:33 |
| 10.   | Je suis debout           | Jacques Veneruso                        | 3:26 |
| 11.   | Viens me chercher        | Jean-Jacques Goldman / Jacques Veneruso | 3:32 |
| 12.   | Quand je manque de toi   | Jacques Veneruso                        | 3:29 |
| 44:16 |                          |                                         |      |

| 1-12. | Les 12 titres originaux en son stéréo amélioré (LPCM2.0 16bit/48KHz) | 44:16 |
| 13.   | L'Injustice (Clip)                                                   | 5:17  |
| 14.   | Je suis le même (Clip)                                               | 3:29  |
| 15.   | Garou, « Je suis le même » (Portrait)                                | 15:00 |

## Certifications
| Pays   | Association | Certification | Ventes/Équivalence |
| ------ | ----------- | ------------- | ------------------ |
| France | SNEP        | platine       | 200 000            |